# São Domingos de Pombal
São Domingos de Pombal là một đô thị thuộc bang Paraíba, Brasil. Đô thị này có diện tích 169,103 km², dân số năm 2007 là 2138 người, mật độ 12,6 người/km².